# Richard Berry (skådespelare)
Richard Berry, född Richard Élie Benguigui 31 juli 1950 i Paris, är en fransk skådespelare och filmregissör.

## Roller i urval
- 1974 – La Gifle
- 1980 – Den ömtålige mannen
- 1982 – Tjallaren
- 1986 – En man och en kvinna – 20 år senare
- 1989 – Av samma blod
- 1990 – C'est la vie
- 1995 – Lockbetet
- 2003 – Håll käft!
- 2010 – 22 Bullets (manus och regi)